# 24 Carrots
Albums de Al Stewart
Time Passages
(1978) Live/Indian Summer
(1981)
24 Carrots est le neuvième album studio du chanteur écossais Al Stewart, paru en 1980 et réalisé avec le groupe Shot in the Dark.

## Liste des chansons
| No | Titre                       | Durée |
| -- | --------------------------- | ----- |
| 1. | Running Man                 | 5:10  |
| 2. | Midnight Rocks              | 4:00  |
| 3. | Constantinople              | 4:50  |
| 4. | Merlin's Time               | 2:42  |
| 5. | Mondo Sinistro              | 3:04  |
| 6. | Murmansk Run / Ellis Island | 7:17  |
| 7. | Rocks in the Ocean          | 5:15  |
| 8. | Paint by Numbers            | 5:30  |
| 9. | Optical Illusion            | 3:27  |

## Musiciens
- Al Stewart : voix, guitares acoustique et électrique, synthétiseur

Shot in the Dark :
- Peter White : guitares acoustique et électrique, claviers, synthétiseur, chœurs
- Adam Yurman : guitare électrique, chœurs
- Robin Lamble : basse, guitare acoustique, percussions,
- Krysia Kristianne : chœurs
- Bryan Savage : saxophone alto, flûte

Musiciens additionnels :
- Harry Stinson : chœurs
- Ken Nicol : chœurs
- Robert Marlette : claviers, synthétiseur
- Russell Kunkel : batterie
- Mark Sanders : batterie
- Jeff Porcaro : batterie
- Steve Chapman : batterie
- Beau Segal : batterie
- Lenny Castro : congas
- Robin Williamson : mandoloncelle
- Sylvia Woods : harpe celtique
- Jerry McMillan : violon